# Podróże Sullivana
Podróże Sullivana (ang. Sullivan’s Travels) – amerykański film z 1941 w reżyserii Prestona Sturgesa.

## Obsada
- Joel McCrea jako John L. Sullivan
- Veronica Lake jako dziewczyna
- Robert Warwick jako pan LeBrand
- William Demarest jako pan Jonas
- Franklin Pangborn jako pan Casalsis
- Porter Hall jako pan Hadrian
- Byron Foulger jako pan Johnny Valdelle
- Margaret Hayes jako sekretarka
- Jane Buckingham jako pani Sullivan
- Robert Greig jako Burrows, lokaj Sullivana
- Eric Blore jako kamerdyner Sullivana
- Torben Meyer jako doktor
- Georges Renavent jako stary tramp
- Emory Parnell jako strażnik na kolei
- Jess Lee Brooks jako kaznodzieja

## Wyróżnienia
| Rok wyróżnienia | Amerykański Instytut Filmowy                                                        | Miejsce |
| --------------- | ----------------------------------------------------------------------------------- | ------- |
| 2000            | Lista 100 najśmieszniejszych amerykańskich filmów wszech czasów                     | 39.     |
| 2006            | Lista 100 najbardziej inspirujących filmów wszech czasów                            | 25.     |
| 2007            | Lista 100 najlepszych amerykańskich filmów wszech czasów (edycja z okazji 10-lecia) | 61.     |